# Ernst May
Ernst Georg May (* 27. Juli 1886 in Frankfurt am Main; † 11. September 1970 in Hamburg) war ein deutscher Architekt und Stadtplaner. Von 1925 bis 1930 war er als Siedlungsdezernent der Stadt Frankfurt verantwortlich für die Planung und Realisierung des Projekts Neues Frankfurt. 1927 wurde er Mitglied des Deutschen Werkbundes. 1930 bis 1933 leitete er den Bau mehrerer sowjetischer Städte, u. a. Magnitogorsk.

## Ausbildung
May kam 1886 als Sohn des Adam Mai, eines Herstellers von Lederwaren zur Welt, der schon früh sein künstlerisches Interesse förderte. Großvater war der Frankfurter Stadtrat und Lederfabrikant Johann Martin May. Seine Mutter Jenny Clara, geb. Pollitz, stammte aus einer jüdischen Düsseldorfer Familie. Auf Anraten seines Vaters begann er 1908 am University College London mit dem Studium der Architektur, kam aber noch im selben Jahr wieder zurück nach Deutschland, um in Darmstadt seinen Wehrdienst abzuleisten. Im Anschluss blieb er dort und setzte an der Technischen Hochschule Darmstadt sein Architekturstudium fort. 1910 ging er für ein Praktikum bei Raymond Unwin wieder nach Großbritannien, lernte dort während der Arbeit an der Siedlung Hampstead die Prinzipien der Gartenstadtbewegung kennen und übersetzte Unwins Werk Grundlagen des Städtebaus ins Deutsche. 1912 kehrte er nach Deutschland zurück und beendete sein Studium an der Technischen Hochschule München bei Friedrich von Thiersch und Theodor Fischer, einem Mitbegründer des Deutschen Werkbundes.

## Leiter von „Schlesisches Heim“

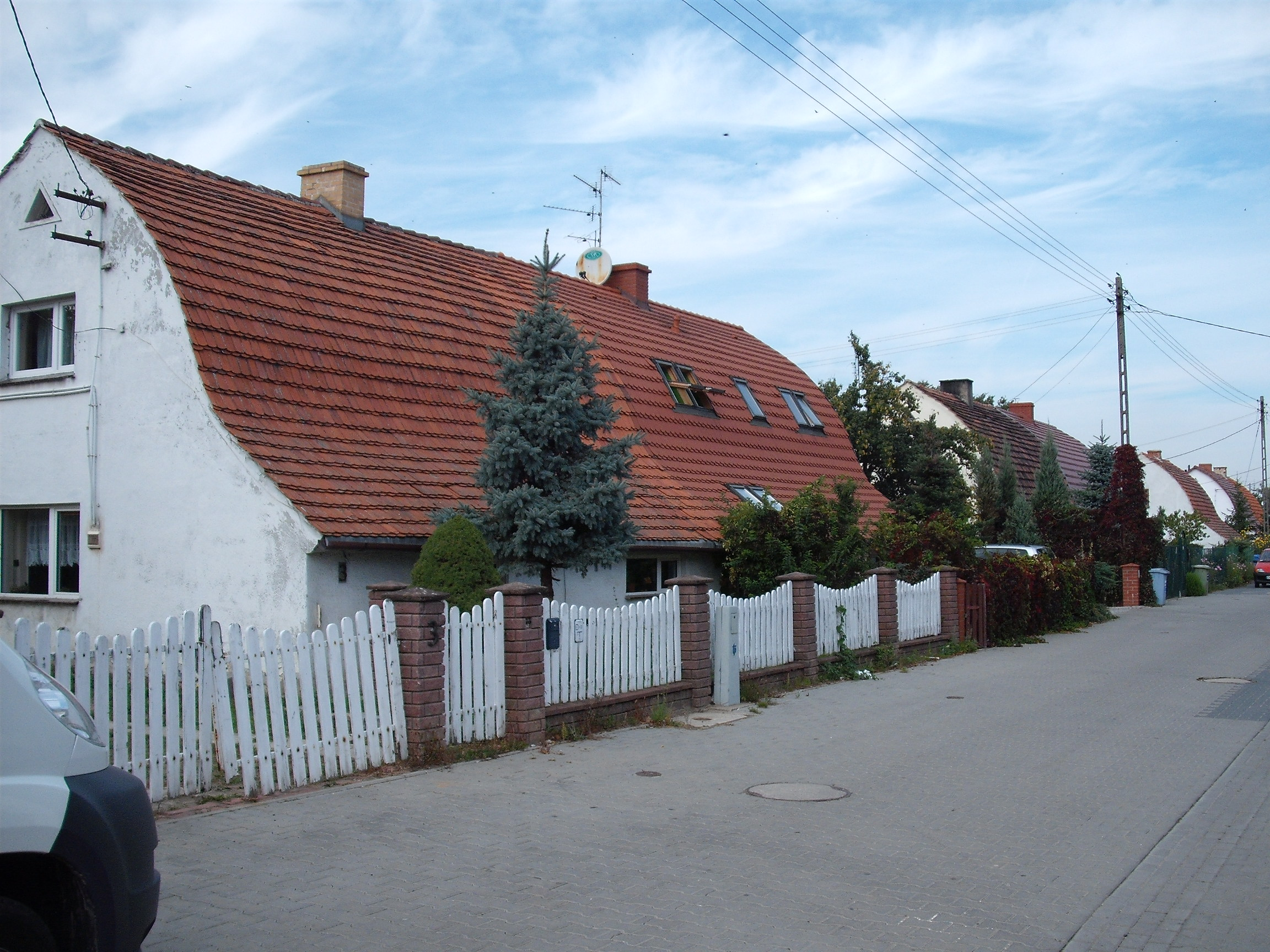
Frühwerk: Die „Ländlichen Häuser“ für die Breslauer Vororte

Ab 1913 arbeitete May als selbständiger Architekt in Frankfurt am Main, wurde jedoch 1914 als Soldat einberufen. Nach dem Ersten Weltkrieg arbeitete er ab Mai 1919 als Technischer Leiter der Schlesischen Landesgesellschaft in Breslau und beschäftigte sich dort mit der Förderung bäuerlicher Landsiedlungen. Im Juni 1919 wurde die Gesellschaft „Schlesisches Heim“ gegründet. Diese unterstützte den Wohnungsbau mit Materialien und Wissen und war selbst auch baulich tätig. 1921 wurde diese Gesellschaft in „Schlesische Heimstätte Provinzielle Wohnungfürsorge-Gesellschaft“ m.b.H. umbenannt. May initiierte die Zeitschrift „Schlesisches Heim“, gleichzeitig machte er sich Gedanken über Typisierung im Wohnungsbau. Die Varianten der von May entworfenen Häuser waren noch sehr zahlreich und griffen traditionelle Formen auf. Beispielsweise das Musterhaus in der Dahnstraße 8, Leerbeutel (heute: Stanislawa Moniuszki 6 in Zalesie).
1921 nahm er an einem städtebaulichen Wettbewerb für einen Generalbebauungsplan für Breslau teil, der ihm einen Auftrag für den Entwurf eines Bebauungsplanes für den Landkreis Breslau einbrachte. Mays Tätigkeit in dieser Zeit ist mit dem Begriff der Trabantenstadt verbunden. Unter diesem Begriff verstand May eine von der Kernstadt räumlich losgelöste, jedoch durch Eisenbahnstrecken rasch erreichbare Stadterweiterung mit einem hohen Maß an Eigenständigkeit, wie z. B. eigenen Arbeitsstätten.
Aufgrund des von ihm dort vorgeschlagenen innovativen Konzepts der dezentralen Siedlungen wurde er 1925 als Stadtbaurat in seine Heimatstadt Frankfurt am Main berufen, wo er unter Oberbürgermeister Ludwig Landmann das Hochbau- und Siedlungsamt leitete. Dort war May für das gesamte Bauwesen der Stadt von der Stadt- und Regionalplanung über Hoch- und Tiefbau bis hin zum Garten- und Friedhofswesen zuständig. Nach Frankfurt folgten ihm aus Breslau die beiden Mitarbeiter Herbert Boehm und Carl-Hermann Rudloff.

## „Neues Frankfurt“

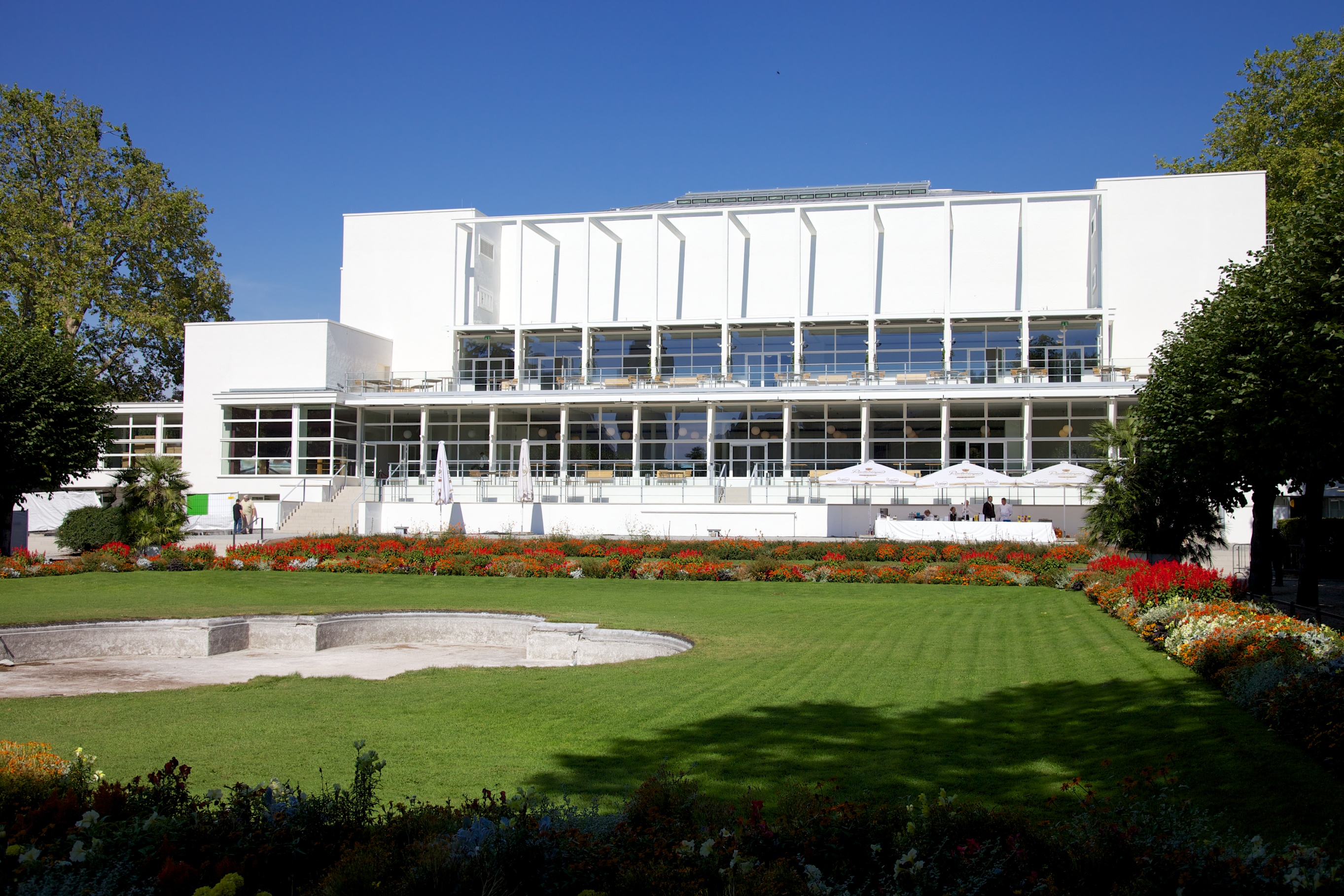
Gesellschaftshaus des Palmengartens in Frankfurt

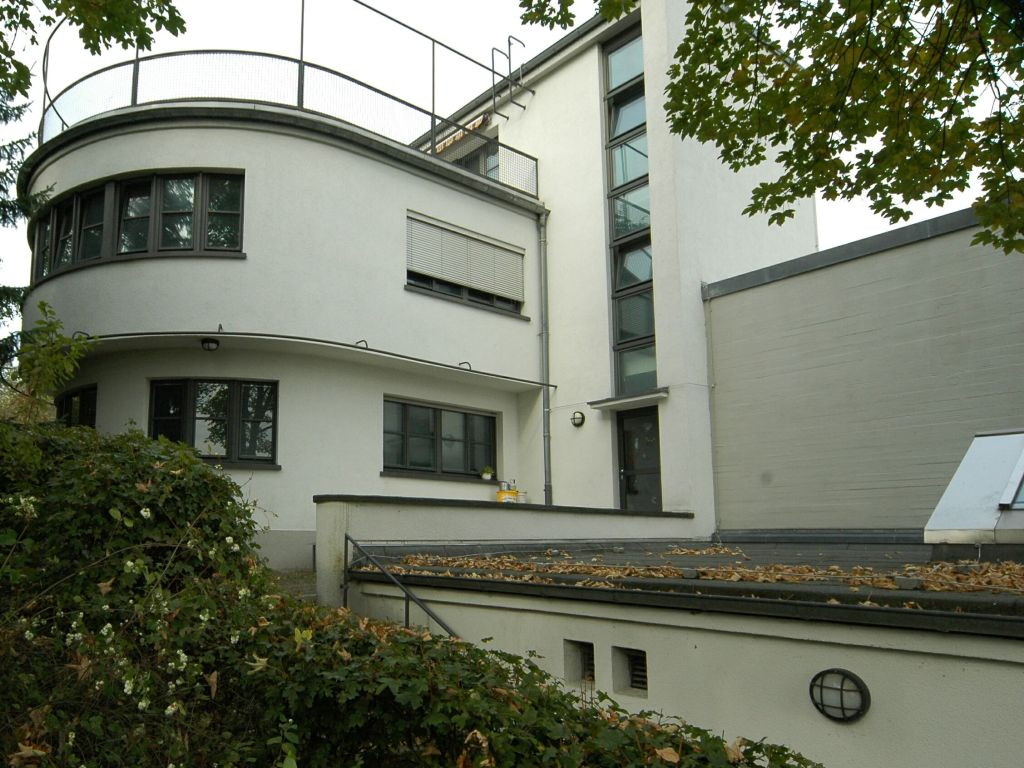
Verwaltergebäude der Charles-Hallgarten-Schule, Frankfurt

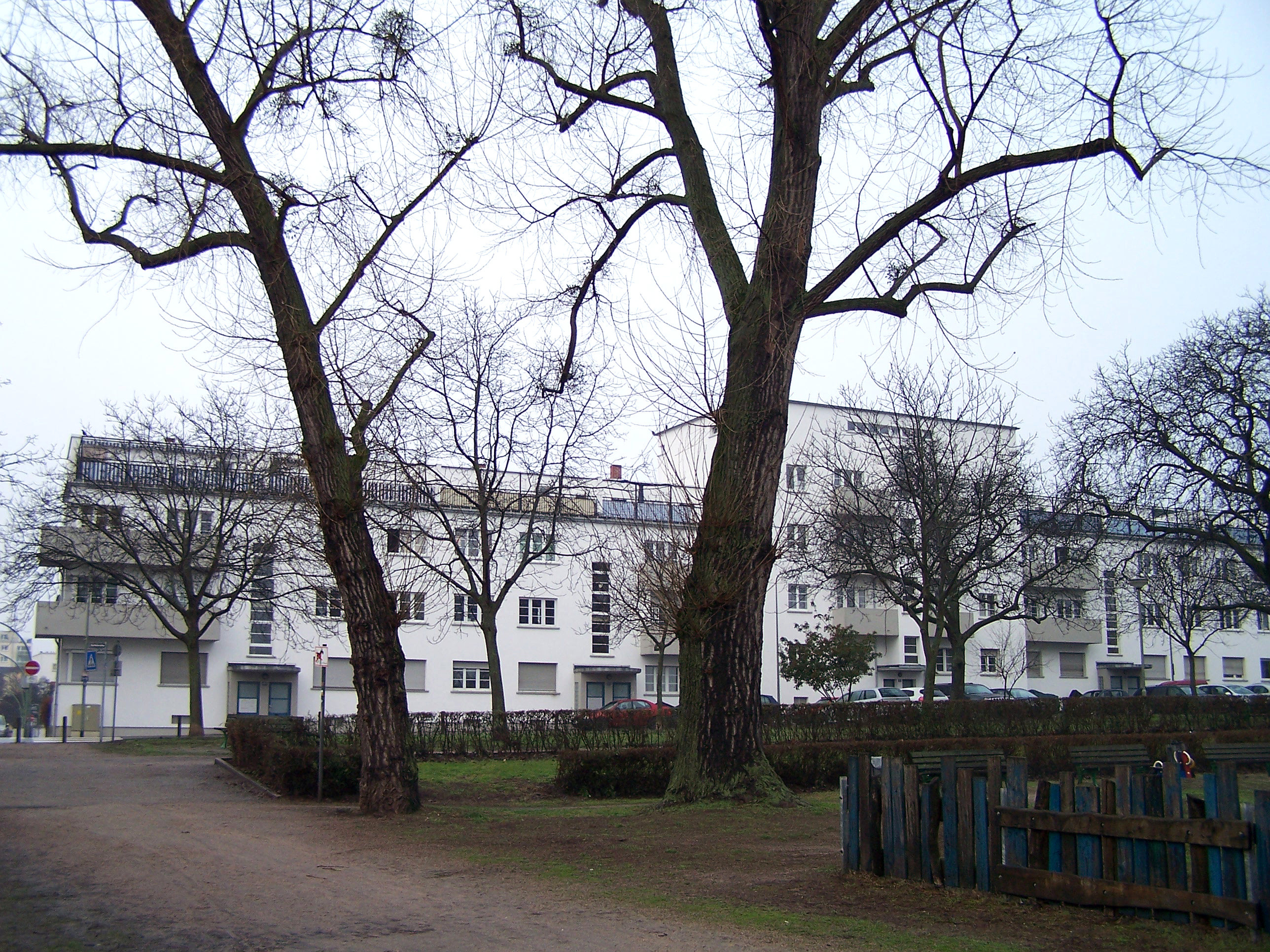
Wohngebäude der Siedlung Bornheimer Hang vom Bornheimer Hang aus gesehen

Mit weitreichenden Kompetenzen auf verschiedenen Bereichen ausgestattet und von einer breiten Koalition im Stadtrat unterstützt, initiierte May das auf 10 Jahre angelegte Wohnungsbauprogramm „Neues Frankfurt“. Zusammen mit Martin Elsaesser und einem Stab von 50 Architekten und Designern der Avantgarde suchte May nach Wohn- und Siedlungskonzepten, die nicht nur erschwinglichen Wohnraum schaffen, sondern auch die sozialen und hygienischen Probleme des herkömmlichen Wohnungsbaus vermeiden sollten. May und seine Mitarbeiter setzten dabei auf eine industrialisierte Bauweise mit vorgefertigten Bauteilen, funktional optimierten Grundrissen und einem hohen Freiraumbezug mit einer aufgelockerten Zeilenbauweise sowie Dachterrassen. Architektonisch verknüpfte er dabei die Ansätze der Gartenstadtbewegung mit den Zielen des Neuen Bauens:

„Die Architekten des Neuen Bauens eint über alle Grenzen der Länder hinaus ein warm empfundenes Herz für alle Menschen in Not, sie sind ohne soziales Empfinden undenkbar, ja man kann geradezu sagen, daß diese Schar die sozialen Momente bewußt in den Vordergrund des Neuen Bauens stellt.“

Kernstück des großen Stadtentwicklungsprojekts war das Niddatal-Projekt, das die bekanntesten und größten Siedlungen Römerstadt, Praunheim, Westhausen, Bornheimer Hang, Höhenblick, das Anwesen am Dornbusch an der Fallerslebenstraße (Dichterviertel) – Ecke Raimundstraße sowie der Miquelallee umfasst. Obwohl sich der Frankfurter Architekten- und Ingenieurverein deutlich gegen eine Bebauung des überschwemmungsgefährdeten Niddatals aussprach, setzte May sein Konzept durch, da dieser Ort einen günstigen Baulandpreis bot und ihm ermöglichte, in einem größeren Maßstab mehrere Siedlungen zu planen und diese landschaftlich in den bestehenden Grünzug einzupassen.
Besonders in der Anordnung der Baukörper gelang es May trotz einfacher Grundelemente individuelle Akzente zu setzen – so wurden in Praunheim die Zeilen noch rechtwinklig angeordnet, in der Siedlung Römerstadt geschwungen an den Verlauf der Nidda angepasst und in der Siedlung Bruchfeldstraße sägezahnartig, weshalb sie im Volksmund auch „Zickzackhausen“ genannt wird. 1925/26 wurde das Wohnhaus von Ernst May in der Ludwig-Tieck-Straße 11 in der Siedlung Höhenblick in Frankfurt-Ginnheim gebaut. Das Gebäude ist bis heute ein privates Wohnhaus.
May verstand das „Neue Frankfurt“ nicht nur als architektonische Aufgabe eines Wohnungsbauprogramms. Er setzte auf eine rigide Kostensenkungspolitik mittels Typisierung der Bauteile, den Einsatz lokaler Firmen und der Beschäftigung von Arbeitslosen. Für die Umsetzung und den ästhetischen Anspruch engagierte er spezialisierte Gestalter aus den Disziplinen Architektur, Industriedesign und Grafik. Darunter die Wiener Architektin Margarete Schütte-Lihotzky, der er die Umsetzung der Frankfurter Küche (die Vorläuferin der heutigen Einbauküchen) anvertraute, Ferdinand Kramer, der Möbel, Öfen und den berühmten Türbeschlag entwarf, und den Jenaer Grafiker Walter Dexel für das visuelle Erscheinungsbild. Die Produkte wurden im „Frankfurter Register“ zusammengefasst und über das Projekt hinaus beworben.
Die Bauprojekte begleitend, gab May ab 1926 mit anderen zusammen die Zeitschrift Das Neue Frankfurt heraus, die als Sprachrohr und zur breiten und leicht verständlichen Information der Bevölkerung dienen sollte. Darin vertrat er eine Abkehr von veralteten Wohn- und Gestaltungsvorstellungen.
May war 1928 Gründungsmitglied des Congrès International d’Architecture Moderne in La Sarraz. Insgesamt entstanden unter May innerhalb von fünf Jahren rund 15.000 neue Wohnungen. Die Erfolge in Kostensenkung und ästhetischem Anspruch fanden weltweit Beachtung. Daher wurde Frankfurt am Main im Jahr 1929 als Tagungsort des zweiten CIAM-Konferenz Die Wohnung für das Existenzminimum ausgewählt. Obwohl das große Wohnungsbauprojekt noch nicht abgeschlossen war, kam es Ende der 1920er Jahre infolge der Weltwirtschaftskrise zum Erliegen. Catherine Bauer Wurster, eine der Protagonisten des sozialen Wohnungsbaus in den USA, besichtigte 1930 die Bauten und nannte May neben Jacobus Johannes Pieter Oud als eines ihrer beiden Vorbilder. Der Karikaturist Lino Salini zeichnete ihn mit Geodreieck und Rechenschieber und rechtwinkeligen Gesichtszügen.
Unter den Nationalsozialisten wurde schließlich in Anbetracht der Kriegsplanung auch für private Projekte ein genereller Baustopp verhängt.

## Sowjetunion

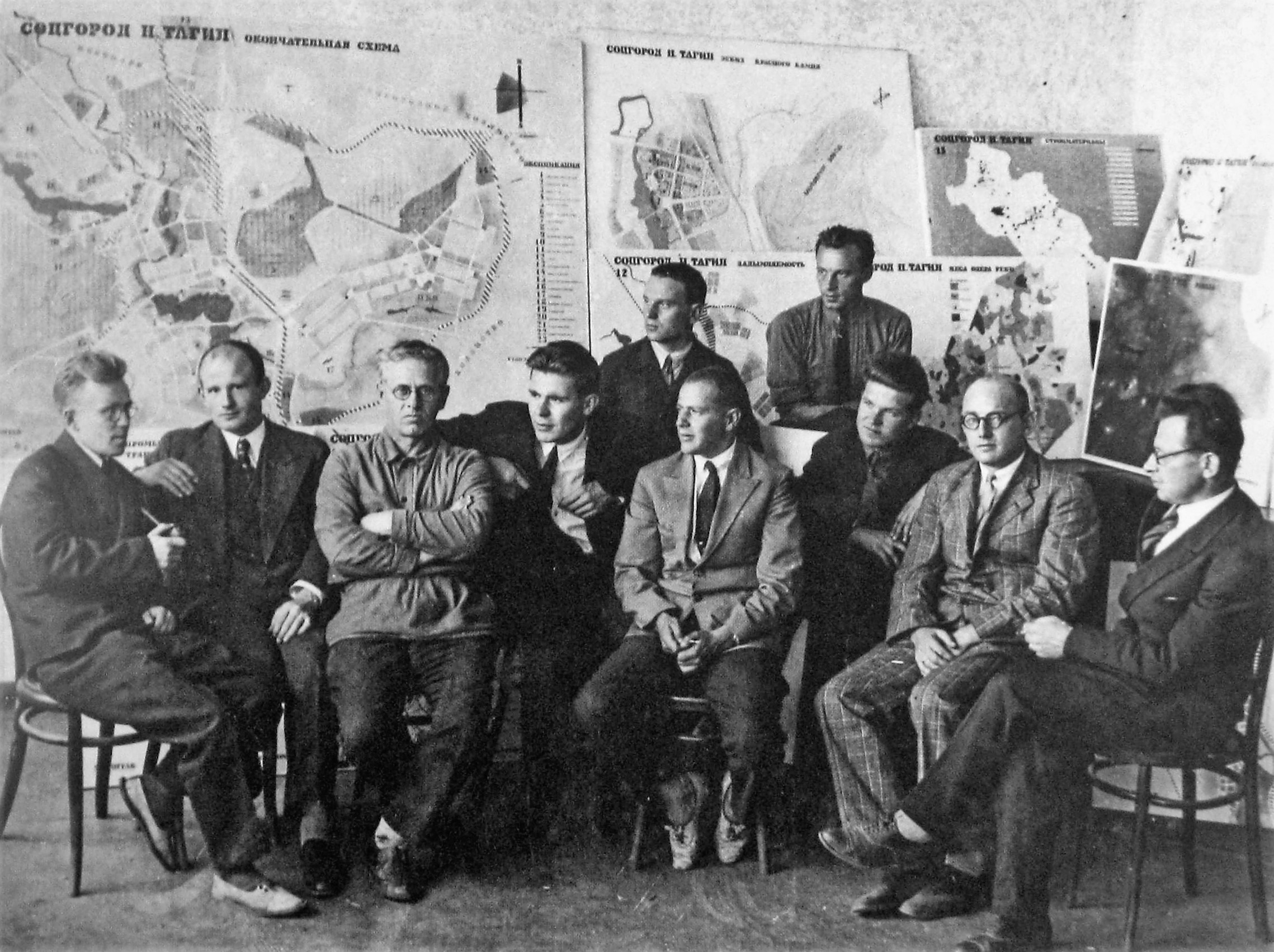
Team von Ernst May für das Projekt in Nischni Tagil (1932)

1930 lud die Regierung der Sowjetunion May dazu ein, in der Sowjetunion zu arbeiten; man versprach ihm, mit seinem Mitarbeiterstab an der Errichtung von 1,4 Millionen Wohnungen mitzuwirken. Seine Aufgaben beschrieb er in einem Zeitungsinterview folgendermaßen:

„Die interessanteste und schwerste wird sein die Schaffung ganz neuer Städte. […] Die einzelne Familie tritt in den Hintergrund, sie lebt in kleinen Wohnzellen, die nur als Schlafräume gedacht sind. Dafür werden errichtet große gemeinsame Küchen, Kindergärten, Klubräume, Vortragsräume, Lesehallen, Sporthallen usw. Das ist im kleinen Maßstab schon verschiedentlich ausprobiert worden, zum erstennmal wird aber aus dem Nichts eine ganze Anzahl solcher Städte geschaffen, die von vornherein auf die unbedingte Kollektivierung des Wohnungswesens eingestellt ist. Der Schnitt durch die Mietkaserne zu einer bestimmten Tageszeit ergibt, daß beispielsweise in allen Küchen dasselbe geschieht. Hausfrauen stehen am Herd und kochen. Das ist nach russischer Theorie überflüssige Kraftverschwendung. Läßt sich durch Zentralisierung und Rationalisierung vereinfachen und verbessern. Diese Städte werden in erster Linie der Sitz der Eisen- und Stahlindustrie sein, die neu geschaffen werden soll. Eine weitere Aufgabe ist die Erweiterung der Städte. Hier muß in erster Linie in Moskau gebaut werden, eine Stadt, die für 800.000 Menschen gebaut ist und heute von zwei Millionen bewohnt wird. Hier herrschen zum Teil katastrophale Wohnungszustände. Dazu kommt dann noch die Typisierung der Auswertung von Baumaterialien und die Feststellung der günstigsten Baumethoden. Im übrigen bin ich gleichzeitig Leiter einer Ausbildungsstelle für russische Studenten, die die Städtebaukunst studieren sollen.“

May leitete eine aus 26 westlichen und 11 russischen Mitarbeitern zusammengesetzte Gruppe, darunter die Architekten Mart Stam, Heinrich Eggerstedt, Gustav Hassenpflug, Fred Forbát, Walter Kratz, Walter Schwagenscheidt, Erich Mauthner, Wilhelm Schütte, Margarete Schütte-Lihotzky, und der Grafiker Hans Leistikow. Die Brigade May entwarf Generalbebauungspläne neuer Industriestädte vorwiegend im asiatischen Teil des Landes, unter anderem für Balchasch (heute in Kasachstan), Magnitogorsk, Karaganda (heute in Kasachstan), Leninsk-Kusnezki, Makejewka (heute in der Ukraine), Nischni Tagil, Nowokusnezk, Orsk, Schtscheglowsk (heute Kemerowo), sowie für neue Wohngebiete und Stadtteile, beispielsweise Awtostroi in Gorki (heute Awtosawodski rajon in Nischni Nowgorod), Leninakan (heute Gjumri, Armenien), Tyrgan in Prokopjewsk und Stalingrad (heute Wolgograd). Ein für Moskau erstellter Stadterweiterungsplan wurde nicht umgesetzt.
Bereits ein Jahr später musste May feststellen, dass es schwierig war, ganzheitliche Konzepte durchzusetzen. Gegenüber Stalin äußerte er sich wie folgt: „Anstelle einheitlicher Planung von Industrie, Verkehr, Wohnsiedlungen und Grünflächen erfolgt vielfach eine zersplitterte Projektierung, die nicht das Gesamtproblem erfasst, sondern sich mit Teillösungen zufriedengibt.“ Wenngleich sich nichts änderte, baute May bis Ende 1932 an mehr als zwanzig Orten riesige Siedlungen mit standardisierten, vorfabrizierten Materialien, wo zuvor Menschen nur in Lehmhütten hausten. Sein Mitarbeiter, der Österreicher Erich Mauthner, machte 1932 Urlaub in Wien und berichtete, dass selbst dort das Leben von Juden mittlerweile wesentlich erschwert sei. Eine Rückkehr nach Deutschland wäre wohl nicht möglich. Ab 1933 mehrten sich die Meinungsverschiedenheiten mit der Politik in der Sowjetunion, 1933 kehrten die ersten Mitarbeiter nach Westeuropa zurück. Auch May verließ 1933 die Sowjetunion, da offenkundig war, dass sich seine Vorhaben unter den Gegebenheiten des Stalinismus nicht verwirklichen ließen. Als letzte ausländische Architekten, die sich nicht den Vorgaben der zunehmend am sozialistischen Klassizismus orientierten Architektur anpassen wollten, verließen Hans Schmidt und Margarete Schütte-Lihotzky 1937 die Sowjetunion. Andere, unter ihnen beispielsweise Kurt Liebknecht – der 1931 zur Gruppe um Ernst May gestoßen war –, wurden in die UdSSR eingebürgert und passten sich den Vorstellungen Stalins an.

## Afrika
In Deutschland waren unterdessen die Nationalsozialisten an die Macht gekommen, die die Modernität des Neuen Bauens ablehnten und einen Heimatschutz-Stil propagierten, weshalb May nicht nach Deutschland zurückkehrte, sondern nach Tanganjika in Ostafrika emigrierte. May wollte sich vorerst aus der Architektur zurückziehen und erwarb 160 Hektar Buschland, um sich dem Anbau von Kaffee, Getreide und Pyrethrum zu widmen. Ab 1937 machte er die gelegentlichen Architekturprojekte wieder zu seiner Hauptbeschäftigung und eröffnete ein Büro in der kenianischen Hauptstadt Nairobi, wo er bis zu seiner Internierung durch die Briten 1939 arbeitete. Aufgrund der Kriegssituation und seiner deutschen Herkunft geriet Ernst May in Verdacht. Man warf ihm vor, ein Antisemit und als Nazispion in Russland tätig gewesen zu sein. Die Verdächtigungen führten auch zu einer Internierung in der Südafrikanischen Union von 1940 bis 1942.

## Nachkriegszeit

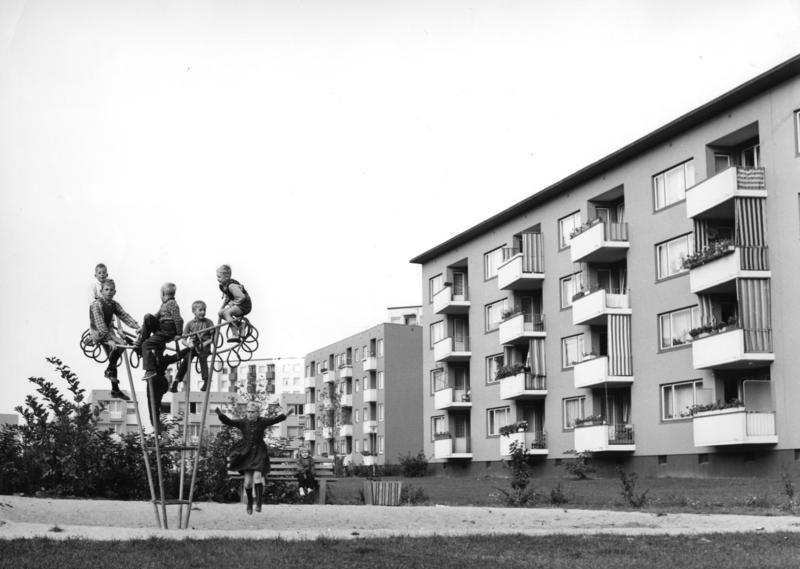
Wohnungsbau der Nachkriegszeit, die von May geplante Neue Vahr in Bremen

Als vom Nationalsozialismus unbelastet eingestuft, und aufgrund seiner weltweiten Anerkennung, erinnerte man sich nach dem Zweiten Weltkrieg wieder an Ernst May. Er nahm seine Tätigkeit als Architekt wieder auf und wirkte am Wiederaufbau mit. Ihm wurde 1950 als erster Person überhaupt die Würde eines Dr.-Ing. e. h. der Technischen Hochschule Hannover verliehen. Seit 1957 war May Honorarprofessor der TH Darmstadt.
1954 nahm er die Stelle als Leiter der Planungsabteilung der Neuen Heimat in Hamburg an. Mehrere der bekanntesten deutschen Nachkriegssiedlungen und Wiederaufbauplanungen, wie Neu-Altona in Hamburg und die Neue Vahr in Bremen sind mit seinem Namen verbunden. Bereits ein Jahr später, am 4. Mai 1955, widmete ihm Der Spiegel Titelblatt und -geschichte. Mit dem Wettbewerb Umgebung Fennpfuhl (1956–1957) gewann May den einzigen städtebaulichen Wettbewerb, an dem ost- und westdeutsche Architekten gleichberechtigt teilnehmen konnten. Dabei orientierte sich May nun an den zeitgenössischen Leitbildern der gegliederten und aufgelockerten Stadt und des Organischen Städtebaus und nahm Abstand von dem Gartenstadtmodell und des Wohnungsbaus der 1920er Jahre.
1958 wurde Ernst May im Alter von 72 Jahren zum Planungsbeauftragten von Mainz ernannt. Er entwarf einen Generalbebauungsplan, der die Schaffung von Hochhaussiedlungen außerhalb der Innenstadt sowie eine autogerechte Stadt mit Ringautobahn und Altstadttangente vorsah. Dieser Plan wurde 1960 vom Stadtrat gebilligt und in Teilen zügig umgesetzt.
In den 1960er Jahren wurde nach einem Wettbewerb Ernst May mit dem Bau neuer Siedlungen in Wiesbaden beauftragt. Dort setzte er sich für den Bau hochwertigen und durchgrünten Wohnraums ein. Diese waren das Parkfeld in Wiesbaden-Biebrich, der Schelmengraben in Wiesbaden-Dotzheim und die Siedlung Klarenthal, die ab 1964 zum Ortsbezirk „Wiesbaden-Klarenthal“ und als Plattenbauviertel zum sozialen Brennpunkt wurde. Als Planungsbeauftragter setzte er sich auch erfolgreich für die Ausweitung des Schlossparkes Biebrich ein. May schrieb 1963 das Werk Das neue Wiesbaden, in dem er seine Ansichten zur Bebauung dokumentierte. Vor dem Hintergrund, dass man nicht bereit war, in Altbausubstanz zu investieren, plädierte er für den Abriss von stadtnahen Villen und für die Neubebauung des Geländes. Rund 150 gründerzeitliche Villen, darunter die Villa Clementine und die Villa Söhnlein-Pabst, hätten nach Mays Willen abgerissen werden sollen. Diese nicht realisierten Vorschläge und der Abriss anderer Gebäude wurden Ernst May später angelastet.
In den 1960er Jahren und bis zu seinem Tod im Jahr 1970 war May an mehreren weiteren Projekten zur Flächensanierung älterer Stadtteile und an Planungen für verdichtete Wohnsiedlungen beteiligt, die dem Leitbild Urbanität durch Dichte folgten.

## Würdigung

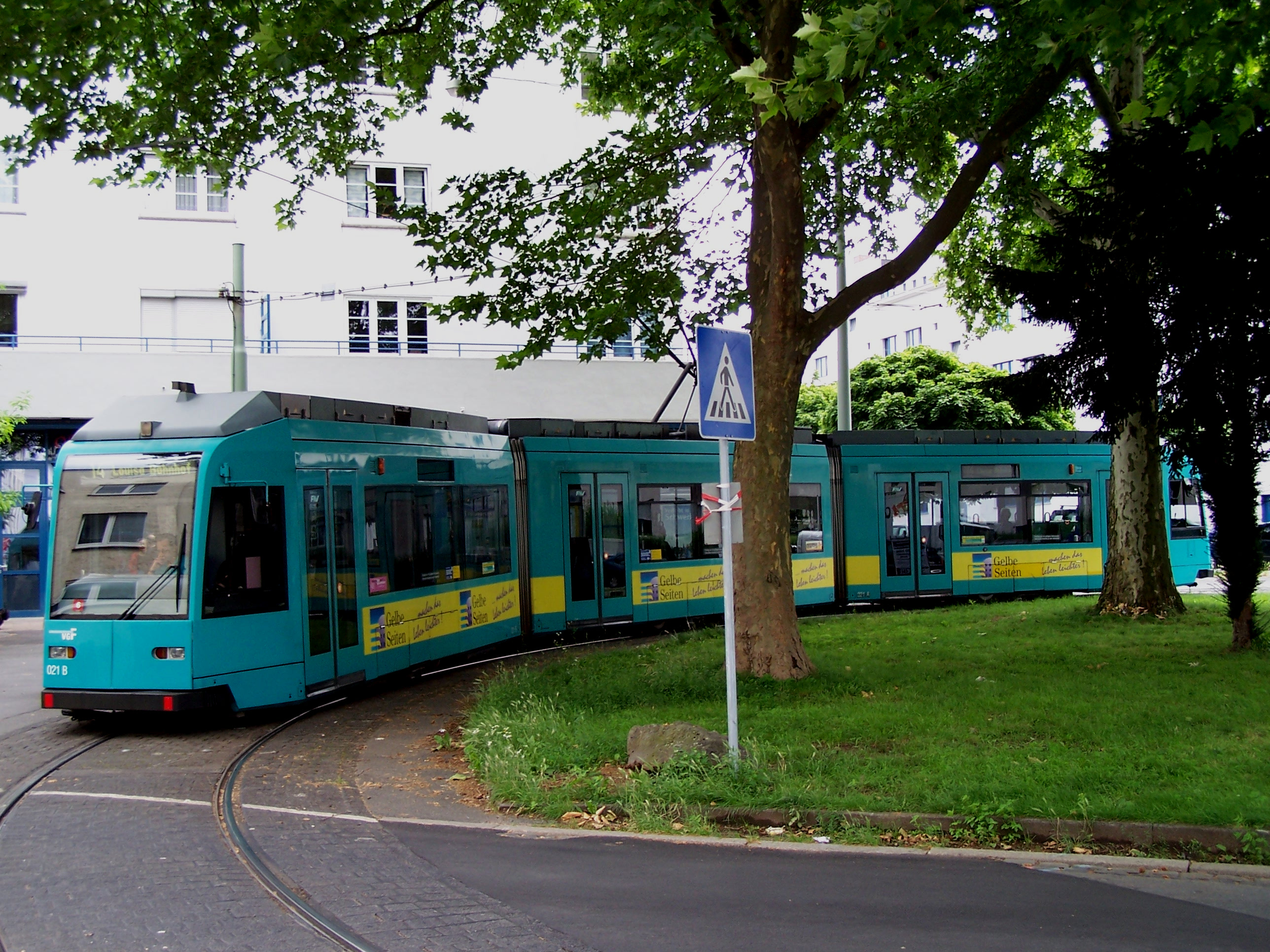
Ernst-May-Platz in Frankfurt-Bornheim

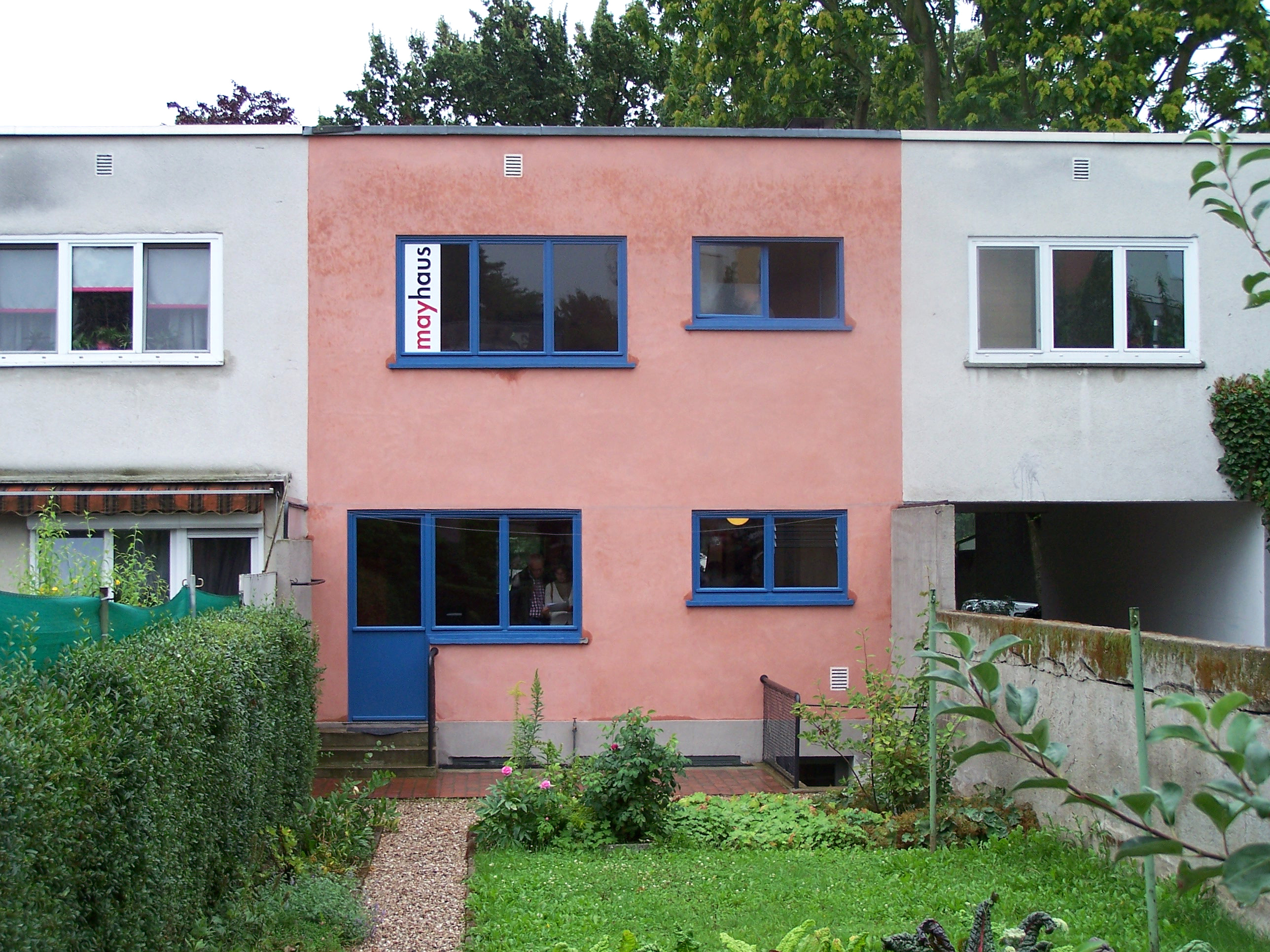
Gartenseite des Ernst-May-Hauses

### Ernst-May-Preis
Seit 1988 vergibt die Nassauische Heimstätte den Ernst-May-Preis für besonders sozial orientierten Wohnungs- und Städtebau an Architektur-Studenten der TU Darmstadt. Er ist mit 5.000 Euro dotiert.

### Ernst-May-Haus
In der Siedlung Römerstadt in Frankfurt am Main-Heddernheim wurde ein unter der Leitung Mays entworfenes Reihenhaus aus den 1920er Jahren als Ernst-May-Haus von der Ernst-May-Gesellschaft denkmalgerecht saniert und mit Objekten des Neuen Frankfurt in den Ursprungszustand versetzt. Es ist als Museum öffentlich zugänglich und veranschaulicht die Errungenschaften des „Neuen Frankfurt“.
Das Haus in der Straße Im Burgfeld mit der Hausnummer 136 wurde im Jahr 2010 fertiggestellt und der Öffentlichkeit vorgestellt. Am 15. August 2010 nahm das Ernst-May-Haus auch an der Veranstaltungsreihe 2010 der Route der Industriekultur Rhein-Main teil. Herausgestellt wurde dabei insbesondere die Frankfurter Küche und der Beitrag von Ernst May zum modernen Wohnungsbau unter Berücksichtigung sozialer Grundbedürfnisse der Bevölkerung.

### Straßen und Plätze
- Der Ernst-May-Platz wurde 1995 in Frankfurt-Bornheim in der Siedlung Bornheimer Hang nach ihm benannt. Die dortige Endhaltestelle der Linie 14 erhielt den gleichen Namen.
- Die Ernst-May-Straße in Olbersdorf bei Zittau sowie die Ernst-May-Allee in Viernheim bei Mannheim erhielten seinen Namen.

## Projekte (Auswahl)

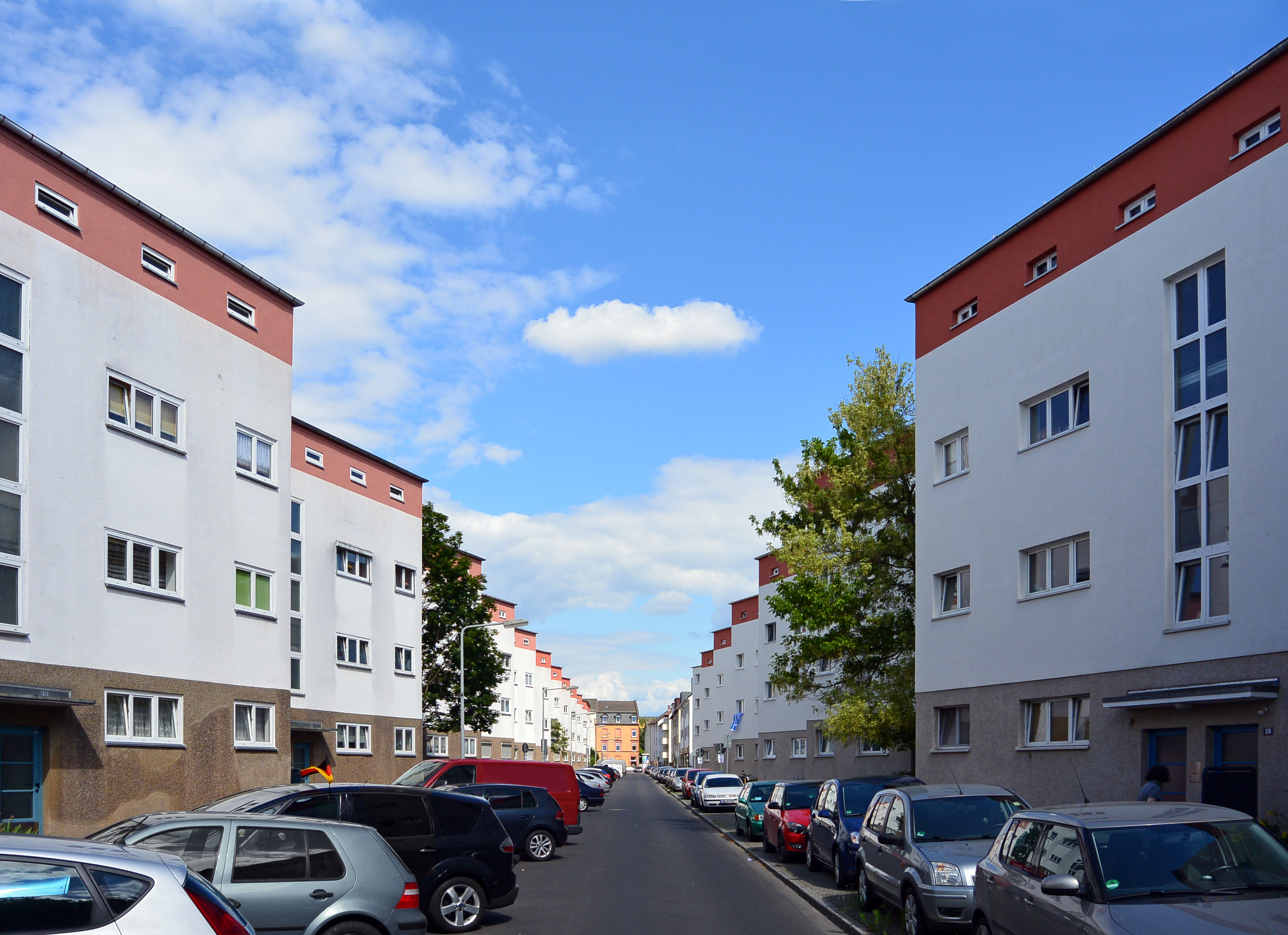
Siedlung Bruchfeldstraße („Zickzackhausen“)

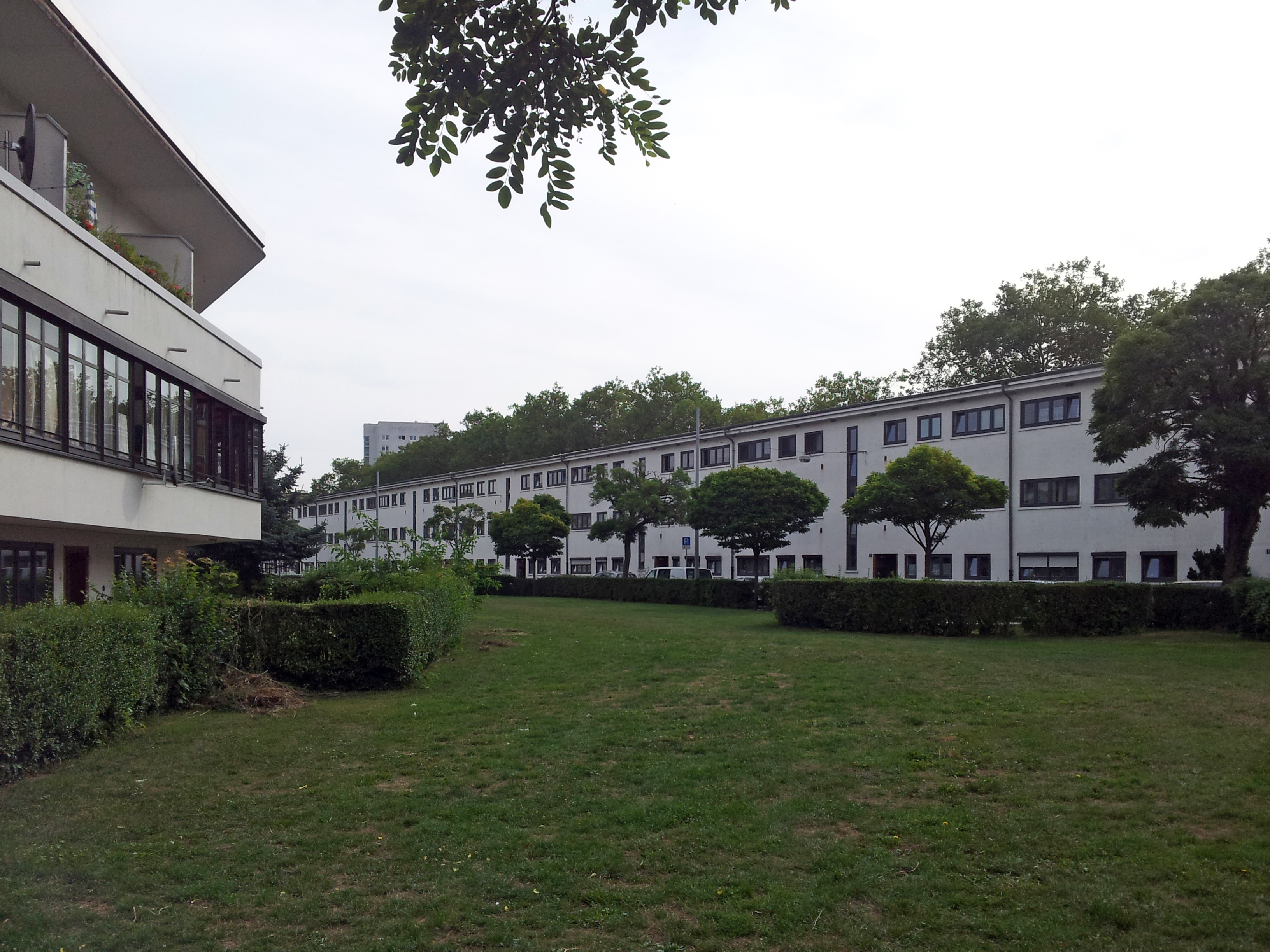
Heimatsiedlung

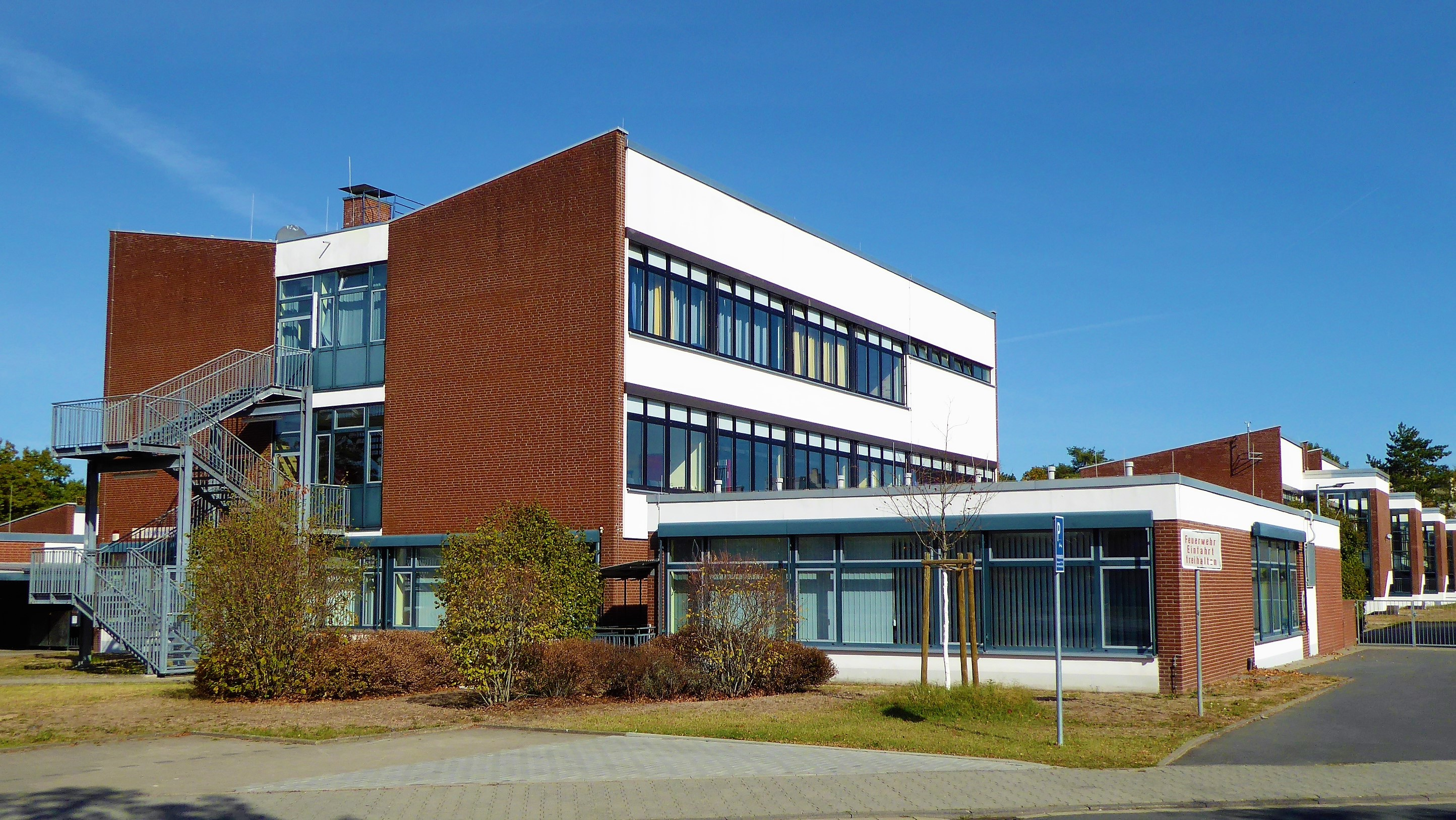
Adolf-Reichwein-Schule in Heusenstamm

- Siedlung Breslau-Goldschmieden (Zlotniki), 1919/20
- Villa May, Frankfurt am Main, 1925[11]
- Villa Elsaesser, Frankfurt am Main, 1925–1926
- Siedlung Höhenblick, Frankfurt am Main, 1926–1927
- Siedlung Bruchfeldstraße, Frankfurt am Main, 1926–1927
- Siedlung Riederwald, Frankfurt am Main, 1926–1927
- Siedlung Praunheim, Frankfurt am Main, 1926–1928
- Siedlung Römerstadt, Frankfurt am Main, 1926–1928
- Wohnsiedlung Bornheimer Hang, Frankfurt am Main, 1926–1930
- Heimatsiedlung, Frankfurt am Main, 1927–1934
- Hellerhofsiedlung, Frankfurt am Main, 1929–1932
- Röderberg-Reformschule, Frankfurt am Main, 1929–1930
- Siedlung Westhausen, Frankfurt am Main, 1929–1931
- Anwesen Dornbusch, Frankfurt am Main, 1927–1931
- Kenwood House, Nairobi, Kenia, 1937
- Wohnhäuser Delamare Flats, Nairobi, Kenia 1947–1951
- Haus für eine afrikanische Familie, 1945
- Siedlung St. Lorenz-Süd, Lübeck, mit dem Hochhaus Kolberger Platz, 1954–1957
- Siedlung Grünhöfe, Bremerhaven, 1954–1960
- Neu Altona, Hamburg, 1955–1960
- Gartenstadt Vahr, Bremen, 1954–1957
- Neue Vahr, Bremen, 1956–1961
- Wettbewerb Umgebung Fennpfuhl, Berlin-Lichtenberg, 1956–1957
- Siedlung Parkfeld, Wiesbaden, 1959–1970
- Siedlung Heidberg (Braunschweig), Braunschweig, 1961–1965
- Siedlung Rahlstedt-Ost, Hamburg, 1960–1966
- Siedlung Klarenthal, Wiesbaden, 1960–1965
- Siedlung Schelmengraben, Wiesbaden, 1961
- Adolf-Reichwein-Schule, Heusenstamm, 1964–1965
- Siedlung Kranichstein, Darmstadt, 1965–1970

## Ausstellungen
- 1986: Ernst May und das Neue Frankfurt 1925–1930, Deutsches Architekturmuseum, Frankfurt am Main
- 2001: Ernst May in Afrika, Deutsches Architekturmuseum, Frankfurt am Main
- 2011: Ernst May 1886–1970 Neue Städte auf drei Kontinenten, Deutsches Architekturmuseum, Frankfurt am Main[12][13]

## Veröffentlichungen
- Architekturskizzen aus England. Berlin / Schöneberg 1911.
- Denkschrift des Landkreises Breslau zur Frage der Eingemeindung. Hrsg. vom Landkreis Breslau, 1925.
- Das Niddatalprojekt im Frankfurter Generalplan. In: Die Baugilde, Jg. 9, 1927, Nr. 20, S. 1213–1216
- Die Frankfurter Wohnungspolitik. Vortrag, gehalten auf der konstituierenden Versammlung des internationalen Verbandes für Wohnungswesen am 12. Januar 1929. (Internationaler Verband für Wohnungswesen; Publikation 2, Frankfurt, 1929).
- Report on the Kampala extension scheme Kololu-Naguru. Prepared for the Uganda Government. Government Printer, Nairobi, 1947.
- Die sozialen Grundlagen des heutigen Städtebaues (Referat anlässlich eines Empfanges der Unternehmensgruppe Neue Heimat Gemeinnützige Wohnungs- und Siedlungsgesellschaft am 18. November 1957). Hamburg, um 1958.
- Der Trabant, ein Element der modernen Großstadt. (Referat anlässlich der Eröffnung der Leistungsschau der Arbeitsgemeinschaft gewerkschaftlicher Wohnungsunternehmen am 28. Januar 1958 in Stuttgart). Stuttgart 1958.
- mit Ludwig Neundörfer: Der Mensch im Alltag der Großstadt, 4 Vorträge. Frankfurt am Main, 1960.
- mit Kurt Leibbrand, Felix Boesler (Hrsg.): Das neue Mainz. Margraf und Fischer, Mainz 1961. darin von May: Erläuterungsbericht des Planungsbeauftragten zur Generalplanung der Stadt Mainz.
- Rede zum Fritz-Schumacher-Preis. Veröffentlichung der Kulturbehörde Hamburg, 4. November 1961.
- Paul Nevermann mit Ernst May: Fritz-Schumacher-Preis 1961 der Freien und Hansestadt Hamburg. Ernst May. Hamburg 1962.
- Das neue Wiesbaden. Städtebau ist kein Zustand, sondern ein Vorgang! Stadt, Verkehr, Struktur. hrsg. vom Magistrat der Landeshauptstadt, Wiesbaden 1963.
- Die neue Vahr. Merian Bremen, Hamburg 1965.